# 水曜ノンフィクション
『水曜ノンフィクション』（すいようノンフィクション）は、2008年10月15日から2009年6月3日まで、TBS系列で毎週水曜に生放送されていた、報道系情報・ドキュメンタリー番組である。ハイビジョン制作。放送形態は、全国ネットで放送されていた21時台は生放送、ローカル枠となった20時台は不明。
開始から半年間は同じ水曜21:00 - 21:54（JST）で全国放送し、初回と全国放送最終回となった2009年3月18日には22:48までの2時間拡大版で放送した。
2009年4月15日から6月3日までは、『水曜ノンフィクション 関口宏モトをたどれば』と改題し、ローカルセールス枠での任意ネット扱いで19:55 - 20:54（JST）に放送した。

## 概要
TBSにとっては『北緯35度の風』（1992年1月 - 9月、毎日放送）以来16年ぶりとなるゴールデン・プライム枠での報道系ドキュメンタリー番組であり、「Non Fiction」のNとFの頭文字が番組のトレードマークとなっていた。
最近のニュースから歴史上の出来事まで様々な事件や社会問題などをトークとドキュメンタリー映像で取り上げるのが主な内容であるが、生放送という放送形態から緊急特別報道になることもある。実際に2008年11月19日放送分では当初扱う予定だった年金問題についての話題を急遽変更し放送前日に起きた元厚生事務次官宅連続襲撃事件についての最新情報の緊急特別報道を編成したことがあり、番組冒頭では司会の関口がこの件についての説明を行った。
2008年10月22日放送分では、3.6%という極端に低い視聴率を記録した（ビデオリサーチ調べ、関東地区）。

### ローカル枠への格下げ・番組の終了
その後、2009年4月の改編に伴い4月15日から水曜20時台（開始時刻は19:55）に移動することが発表され、3月18日放送分の「特別版・WBC緊急スペシャル」をもって21時台での放送と全国ネットでの放送を終了した。
また、一部系列局では、高視聴率を稼いでいるローカル番組も同時間帯に移動した。これに伴って実質3月終了となった局（MBSなど）があった。
さらにテコ入れとして内容を一部変更、『水曜ノンフィクション 関口宏モトをたどれば』と、関口の冠番組としてリニューアルされた。
なお、一部地域においてヒッチハイクに『水曜劇場』、『関口宏の東京フレンドパークII』の番宣も見られた。また、この移動によってTBSでは水曜17:50から約3時間連続で報道番組が放送されていた。
5月13日、通常の『水曜ノンフィクション』をTBSから同時ネット受けしている系列局では、5月11日に逝去した作曲家の三木たかしの追悼特別番組『追悼 三木たかしさん〜あなたの歌があったから〜』を放送したため休止。
しかし、時間帯移動後も視聴率低迷が続いて、2009年4月29日の放送ではまたも番組史上最低タイとなる3.6%を記録。そして6月3日の放送の視聴率は2.8%を記録、番組史上最低を更新したことを受けて、TBSは2日後の6月5日に急遽その回の放送を以って本番組の打ち切りを決定した。
なお、同日の放送では翌週以降も放送することを前提として次回予告の放送を行っていたが、結果的にお蔵入りとなった。

## 主なコーナー
基本的に以下の3コーナーによる3部構成になっていたが、1時間を通してドキュメンタリーを組む事も多く、放送枠移動後はそれが顕著になっていた。

### 「きょうのニュース」
放送日のニュースから、関口やゲストが座談を繰り広げた。

### 「きょうは何の日?」
放送日と同じ日付けの過去の出来事について振り返るもので、『ギミア・ぶれいく』で関口が出演していた「欲張りカレンダー」のリメイク版でもあった。

### 「ドキュメンタリー」
ドキュメンタリー特集。放送枠移動後は全編この内容の回が多くなった。

## 出演者（最終回時点）

### 総合司会
- 関口宏

### アシスタント
- 根本美緒

### ナレーション
- あがた森魚
- 金沢寿一
- 上村典子
- 大塚芳忠
- 近藤サト（2009年4月 - ）

### 過去
- 枡田絵理奈（当時TBSアナウンサー）
  - 2009年3月18日放送（WBC緊急スペシャル）では枡田が欠席し、高畑百合子（TBSアナウンサー）が代行。
  - 2009年3月11日放送分（すなわち放送枠移動前最後の通常放送）で降板したことを自身のブログで発表。

## スタッフ
- 構成：内田裕士、武田隆
- TM：大谷憲司、榎芳栄
- TP：小林敏之
- TD：奥村秀樹
- カメラ：中島文章
- VE：宇都宮勝
- 照明：鹿島雄司
- 音声：朝日拓郎
- 美術プロデューサー：相野道生
- 美術デザイナー：アズマリツ
- 美術制作：宗次宏光
- タイトル：松原貴明
- 装置：尻無浜宏人（東宝舞台）、榎本大治
- 生花装飾：伊東富之
- 電飾：清水久敏
- メカシステム：庄子泰広
- 装飾：篠原直樹
- ヘアメイク：稲垣正昭
- CG：赤坂グラフィックスアート
- テーマ音楽：｢THE BASE｣石坂慶彦、溝口博子
- 選曲：宮川亮
- ニュース編集：東放制作
- 音響効果：サウンズアート
- TK：伊佐次千恵子、岸田純子
- 編成：戸田郁夫、本田史弘
- 番組宣伝：小池由起
- AD：長門祐加、辻村賢司、渡辺秀太
- AP：高橋葉子
- ディレクター：和田好充、飯島政紀、田代由卯花、大嶋清広、後藤敬昭、古賀淳也、松田敦、瀬崎健太郎
- 演出：山浦克洋、中根三美
- プロデューサー：石井光雄（M ROCK'S）、長尾忠彦（IVSテレビ）、金丸尚志（TBS-V）、橋本敏雄（ファーストハンド）、廣井紀年
- 制作プロデューサー：南部雅弘
- 協力：Sankei・清水康三
- 制作協力：TBS-V/M ROCK'S、IVSテレビ制作
- 製作著作：TBS

## 備考
- 『日本史サスペンス劇場』（日本テレビ系列）の2008年11月12日放送分には根本がVTR中の語り手として出演していたが同番組はこの日2時間スペシャルだったため本番組と時間が重複し、いわゆるダブルブッキングとなってしまった。
- 2009年4月のローカル枠降格に伴い、ローカル枠で自社製作番組や他系列番組をレギュラー放送している系列局ではネット打ち切りとなった。また中部日本放送[5]、毎日放送など木曜19:00枠の頃は東京発の番組を遅れ放送していた系列局でもネット打ち切りとなった[6]。
- 『モトをたどれば』から、次回予告は番組本編の後に放送されていた。
- 前述のように2009年5月13日は通常放送の予定だったが、作曲家・三木たかしの追悼特番を放送する為に休止となった。